# Sarah Gronert
Sarah Gronert (ur. 6 lipca 1986 w Linnich) – niemiecka tenisistka.
Tenisistka rozpoczęła swoje starty stosunkowo późno, bo dopiero w 2007 roku, mając dwadzieścia jeden lat. Pierwszym jej turniejem był niewielki turniej ITF w Westende, gdzie wygrała kwalifikacje i zagrała w fazie głównej. Zagrała w niej jednak tylko jeden mecz, ponieważ przegrała z Włoszką Evelyn Mayr już w pierwszej rundzie. W maju następnego roku wygrała eliminacje we francuskim Amiens i w turnieju głównym dotarła aż do finału, w którym przegrała z Karlą Mraz. Pierwszy sukces przyszedł już w styczniu 2009 roku, kiedy to wygrała turniej w Kaarst, pokonując w finale Irinę Kuzminę z Łotwy.
W kwietniu 2009 roku, otrzymawszy od organizatorów dziką kartę, zagrała w kwalifikacjach do turnieju WTA w Stuttgarcie. Pokonała tam w pierwszej rundzie rodaczkę Annikę Beck i przegrała w drugiej z Albertą Brianti. W 2010 roku ponownie zagrała kwalifikacje do tego samego turnieju (tym razem już dzięki osiągniętemu rankingowi), ale też odpadła w drugiej rundzie. W sierpniu tego samego roku wzięła po raz pierwszy udział w kwalifikacjach do turnieju wielkoszlemowego US Open. Start nie był jednak udany, ponieważ odpadła już po pierwszej rundzie, przegrywając po trzysetowym meczu z Jeleną Pandžić.
W sumie wygrała dziewięć turniejów w grze pojedynczej i jeden w grze podwójnej rangi ITF.

## Życie prywatne
Sarah urodziła się jako obojnak, mając jednocześnie męskie i żeńskie organy płciowe. W wieku dziewiętnastu lat przeszła operację i obecnie, prawnie i fizycznie jest kobietą.

## Wygrane turnieje rangi ITF
| turnieje z pulą nagród 100 000 $ |
| turnieje z pulą nagród 75 000 $  |
| turnieje z pulą nagród 50 000 $  |
| turnieje z pulą nagród 25 000 $  |
| turnieje z pulą nagród 15 000 $  |
| turnieje z pulą nagród 10 000 $  |

### Gra pojedyncza
|    | Data       | Turniej    | Kat. | ($)    | Naw.     | Finalistka         | Wynik         |
| 1. | 25/01/2009 | Kaarst     | ITF  | 10 000 | dywanowa | Irina Kuzmina      | 2:6, 6:4, 7:5 |
| 2. | 08/03/2009 | Ra’ananna  | ITF  | 10 000 | twarda   | Davinia Lobbinger  | 6:0, 6:1      |
| 3. | 19/07/2009 | Darmstadt  | ITF  | 25 000 | ziemna   | Zuzana Kučová      | 6:1, 6:1      |
| 4. | 16/08/2009 | Versmold   | ITF  | 10 000 | ziemna   | Darija Jurak       | 6:3, 3:6, 7:6 |
| 5. | 17/01/2010 | Glasgow    | ITF  | 10 000 | twarda   | Julia Babilon      | 3:6, 6:2, 6:1 |
| 6. | 30/01/2011 | Kaarst     | ITF  | 10 000 | dywanowa | Anna Zaja          | 7:6, 6:3      |
| 7. | 24/07/2011 | Wrexham    | ITF  | 25 000 | twarda   | Lenka Wienerová    | 6:4, 6:4      |
| 8. | 05/02/2012 | Sunderland | ITF  | 25 000 | twarda   | Annika Beck        | 3:6, 6:2, 6:3 |
| 9. | 22/07/2012 | Woking     | ITF  | 25 000 | twarda   | Diāna Marcinkēviča | 6:2, 6:3      |